# Bologna F.C. 1909
Bologna Football Club 1909 er en Italiensk fodboldklub fra byen Bologna, der er hovedstad i regionen Emilia-Romagna. Klubben blev grundlagt den 3. oktober 1909 af østrigeren Emilio Arnstein, der blev interesseret i fodbold under universitetsophold i Wien og Prag. Bologna spiller sine hjemmekampe på Stadio Renato Dall'Ara. Klubbens trøje har brede, lodrette mørkeblå og mørkerøde striber.

## Historie
Klubben spillede sin første kamp den 20. marts 1910 mod Virtus. Bologna vandt kampen 9-1, og den historiske startopstilling lød: Koch, Chiara, Pessarelli, Bragaglia, Guido Della Valle, Nanni, Donati, Rauch, Bernabeu, Mezzano og Gradi.
I klubbens første år spillede man i de regionale divisioner, men fra begyndelsen af 1920'erne, efter Første Verdenskrigs ødelæggelser, indfandt man sig i toppen af italiensk fodbold. I mellemkrigstiden var Bologna en af de dominerende klubber. Det blev i årene frem til afbrydelsen pga. Anden Verdenskrig i 1944 til seks mesterskaber. Da Italien vandt verdensmesterskaberne i 1934 og 1938 var det også med flere Bolognaspillere på holdet. Det var bl.a. Eraldo Monzeglio og Angelo Schiavio.
I 1950'erne blev Bologna, ligesom flere andre italienske klubber på den tid, danskerklub, da en stor del af det det danske bronzehold fra OL i London 1948, blev professionelle i støvlelandet. Midtbanespilleren Axel Pilmark nåede hele 274 kampe for klubben og to år som anfører, mens forsvareren Ivan Jensen nåede 181.
Bolognas hidtil seneste mesterskab faldt i 1964, hvor danskeren Harald Nielsen var en af de helt store stjerner, ikke bare i Bologna men i hele Serie A, hvor han blev topscorer to år i træk. Det har ingen anden dansker formået. 'Guldharald' spillede bl.a. på hold med tyskeren Helmuth Haller og Bolognalegenderne Ezio Pascutti og Giacomo Bulgarelli. 
Gennem 1970'erne blev klubbens resultater mere beskedne, og med 1980'ernes komme begyndte en ny æra for klubben, der for første gang rykkede ud af Serie A. Bologna mistede sin stabile rolle lige under toppen i Serie A, og de næste årtier bød på en del oprykninger og nedrykninger. To gange var man helt nede og vende i Serie C. Klubbens hidtidige ligahistorie deler sig således i to hovedfaser. 
Gennem 1990'erne og 2000'erne blev Bologna hjemsted for flere garvede spillere, der fik karrieren på ret køl i Bologna. På listen over anførere fra denne periode ses navne som Roberto Baggio, Giuseppe Signori, Gianluca Pagliuca og Marco Di Vaio. 
I 2025 vandt Bologna Coppa Italia for tredje gang. Det var klubbens første trofæ i 51 år.

## Store spillere gennem tiden
Roberto Baggio
Giuseppe Signori
Gianluca Pagliuca
Eraldo Monzeglio
Angelo Schiavio
Giacomo Bulgarelli
Giuseppe Savoldi
Giancarlo Marocchi
Tazio Roversi
Claudio Bellucci
Helmut Haller
Massimo Bonini
Roberto Mancini
Kennet Andersson
Harald Nielsen

## Danske Spillere
Ivan Jensen (1949-1956)
Axel Pilmark (1950-1959)
Harald Nielsen (1961-1967)
Frederik Sørensen (2012-2014)
Andreas Skov Olsen (2019-2022)
Jens Odgaard (2024-)

## Titler
Serie A
- Vinder (7): 1924–25, 1928–29, 1935–36, 1936–37, 1938–39, 1940–41, 1963–64.
- Sølv (7): 1920–21, 1923–24, 1925–26, 1926–27, 1931–32, 1939–40, 1965–66.

Coppa Italia
- Vinder (3): 1969–70, 1973–74, 2024-25.

Mitropa Cup
- Vinder (3): 1932, 1934, 1961.

Serie B
- Vinder (2): 1987-88, 1995-96.

UEFA Intertoto Cup
- Vinder (1): 1998.